# Eurycypris pubera
Eurycypris pubera är en kräftdjursart som först beskrevs av O. F. Mueller 1776.  Eurycypris pubera ingår i släktet Eurycypris och familjen Cyprididae. Inga underarter finns listade i Catalogue of Life.